# Dinesh Kumar Dhakal
Dinesh Kumar Dhakal (5 maggio 1996) è un velocista bhutanese partecipante ai campionati del mondo di atletica leggera di Doha 2019, facendo registrare il record nazionale del Bhutan nei 100 metri piani.

## Palmarès
| Anno | Manifestazione | Sede | Evento      | Risultato   | Prestazione | Note |
| ---- | -------------- | ---- | ----------- | ----------- | ----------- | ---- |
| 2019 | Mondiali       | Doha | 100 m piani | Preliminari | 11"64       |      |